# Drosophila montium (artundergrupp)
Drosophila montium är en artundergrupp som innehåller två artkomplex och 17 övriga arter. Artundergruppen ingår i släktet Drosophila, undersläktet Sophophora och artgruppen Drosophila montium.

## Lista över arter i artundergruppen

### Artkomplexet auraria
- Drosophila auraria
- Drosophila biauraria
- Drosophila subauraria
- Drosophila triauraria

### Artkomplexet rufa
- Drosophila asahinai
- Drosophila lacteicornis
- Drosophila longipectinata
- Drosophila neoasahinai
- Drosophila neolacteicornis
- Drosophila rufa
- Drosophila tani

### Övriga Arter
- Drosophila baimaii
- Drosophila exiguitata
- Drosophila fengkainensis
- Drosophila flavopleuralis
- Drosophila hegdii
- Drosophila khaoyana
- Drosophila kinabaluana
- Drosophila montium
- Drosophila neotrapezifrons
- Drosophila nigrialata
- Drosophila nigropleuralis
- Drosophila ocampoae
- Drosophila pectinifera
- Drosophila penicillipennis
- Drosophila pseudobaimaii
- Drosophila sierrae
- Drosophila trapezifrons